# 宇都宮市立細谷小学校
宇都宮市立細谷小学校（うつのみやしりつ ほそやしょうがっこう）は、栃木県宇都宮市細谷一丁目にある公立小学校。

## 沿革
- 1935年（昭和10年）4月2日 - 栃木師範学校の一室を借り、河内郡国本村立国本小学校分教場を開校。
- 1936年（昭和11年）5月11日 - 細谷町230番地（現・細谷市営住宅）に校舎新築し移転、旧36部隊の兵舎を払い下げ分校とする。
- 1947年（昭和22年）4月1日 - 国本村立南小学校と改称。
- 1948年（昭和23年）4月 - 旧兵舎を改造し仮校舎とし国本村立南小学校の本校に変更。従来の本校を分校とする。
- 1952年（昭和27年）6月1日 - 国本村の宇都宮市への編入合併により宇都宮市立細谷小学校と改称し細谷町230番地を再び本校に改め、この日を創立記念日とする。児童数689名、学級数16
- 1955年（昭和30年）2月 - 新校地を細谷町401番地（現・学校所在地）に定め整地を開始する。
- 1960年（昭和35年）
  - 10月 - 校歌を制定
  - 11月 - 新校舎落成式・校旗樹立の式典を挙行。
- 1972年（昭和47年）2月 - 開校20周年記念式典を挙行。児童数1290名、学級数33
- 1974年（昭和49年）2月 - 宇都宮市立宝木小学校新設に伴い、2 - 5年の児童278名が転校。
- 1982年（昭和57年）6月 - 創立30周年記念式典を挙行。児童数1634名、学級数40 県内一の大規模校となる。
- 1983年（昭和58年）2月 - 住所表示変更による学校所在地変更し現在の住所（宇都宮市細谷1丁目4-38）となる。
- 1990年（平成2年）4月 - 宇都宮市立上戸祭小学校新設に伴い、2 - 6年の児童420名が転校。
- 1992年（平成4年）6月 - 創立40周年記念式典挙行。児童数684名、学級数20

## 通学区域
通学区域は以下の通り。
- 宇都宮市のうち
  - 上戸祭3丁目の一部、4丁目
  - 宝木本町の一部
  - 野沢町の一部
  - 細谷1丁目
  - 細谷町の一部
  - 若草3 - 5丁目

## 関係者

### 著名な出身者
- 森昌子（演歌歌手・女優）小学校4年生時に東京へ転校